# Lente acromática

La aberración cromática de una sola lente provoca que la luz con diferentes longitudes de onda (colores) tenga distancias focales ligeramente distintas.

Un doblete acromático consigue concentrar la luz roja y la azul en el mismo foco, siendo el primer ejemplo de una lente acromática.

En una lente acromática, dos longitudes de onda distintas se concentran en el mismo foco (aquí, la luz roja y la azul).

Una lente acromática (o también "achromat" en inglés) es un tipo de lente que está diseñado para limitar los efectos de la aberración cromática y esférica. Están ideadas para concentrar dos longitudes de onda (típicamente los colores rojo y azul) en un solo foco del mismo plano.
El tipo más común es el doblete acromático, compuesto de dos lentes individuales confeccionadas mediante vidrios con índices de dispersión diferentes. Típicamente, una de las lente es de curvatura negativa (cóncava) a base de vidrio flint (como el tipo F2, con un índice de dispersión relativamente alto), y la otra es de curvatura positiva (convexa) a base de vidrio crown (como el tipo BK7, con un índice de dispersión más bajo). Los dos elementos de la lente se montan uno junto al otro (a menudo pegados), conformados de manera que la aberración cromática de uno está contrarrestada por la del otro.
En el tipo más común (ver ilustraciones), la potencia óptica de la lente convexa (vidrio crown) no es bastante para contrarrestar la potencia de la lente cóncava (vidrio flint). Juntos forman una lente convexa de menor potencia, capaz de concentrar dos longitudes de onda diferentes en el mismo foco. También se fabrican dobletes cóncavos.

## Historia
Consideraciones teóricas de la viabilidad de corregir la aberración cromática se debatieron en el siglo XVIII, siguiendo en principio la idea de Newton de que tal corrección era imposible (ver Historia del telescopio). La invención del primer doblete acromático a menudo se atribuye a un barrister (abogado) y óptico aficionado llamado Chester Moore Hall, quien intentó mantener su trabajo sobre las lentes acromáticas en secreto. Para ello, contrató la fabricación de cada una de los dos lentes (una crown y la otra flint) a dos ópticos diferentes, Edward Scarlett y James Mann. Sin embargo, ambos subcontrataron el trabajo a la misma persona, George Bass, quien se dio cuenta en seguida de que los dos componentes eran para el mismo cliente y, después de colocar las dos partes juntas, observó sus propiedades acromáticas. Hall no supo apreciar la importancia de su invención, que quedó restringida a solo unos pocos ópticos.
A finales de la década de 1750, Bass mencionó las lentes de Hall a John Dollond, quién comprendió su potencial y fue capaz de reproducir su diseño. Dollond obtuvo una patente de la tecnología en 1758, fuente de amargas disputas con otros ópticos acerca de los derechos comerciales y de la correcta fabricación de los dobletes acromáticos.
El hijo de Dollond, Peter inventó la lente apocromática (un perfeccionamiento del dispositivo acromático inicial, incluyendo una tercera lente) en 1763.

## Tipos
Se han ideado muchos tipos diferentes de lentes acromáticas. Básicamente, difieren en la forma de los elementos de lente incluidos en el montaje, así como en las propiedades ópticas de los vidrios utilizados (principalmente en su índice de refracción o en su número de Abbe).
En los párrafos siguientes, 'R' denota el radio de las esferas que define el principal parámetro de la correspondiente superficie de refracción de cada lente. Por convención, R1 indica la primera superficie de la lente que encuentra la luz a su paso. Una lente de doblete tiene cuatro superficies, con radios denominados R1, R2, R3 y R4.

### Doblete de Littrow
Utiliza una primera lente equiconvexa de vidrio crown con R1=R2, y una segunda lente de vidrio flint con R3=-R2; la segunda cara de esta lente (R4) es plana. Un doblete Littrow puede producir una imagen virtual entre R2 y R3 porque las superficies de las dos lentes tienen el mismo radio. Cuando se utilizan en un telescopio, también pueden producir una imagen virtual entre el plano R4 y la superficie y trasera del tubo del telescopio.

### Doblete de Fraunhofer (objetivo Fraunhofer)
La primera lente tiene potencia refractiva positiva y la segunda negativa. R1 es mayor que R2, y R2 es similar pero no igual a R3. R4 a su vez es normalmente más grande que R3. En un doblete Fraunhofer, las curvaturas disímiles de R2 y R3 se montan próximas, pero no en contacto. Este diseño proporciona más grados de libertad (la longitud del espacio de aire) para corregir las aberraciones ópticas.

### Doblete de Clark
Utiliza un vidrio crown equiconvexo con R1=R2, y un vidrio flint con R3≃R2 y R4≫R3. R3 se dispone ligeramente más corto que R2 para crear una discordancia focal entre R2 y R3, reduciendo así el efecto de "imagen fantasma" entre las dos lentes.

### Doblete con aceite intersticial
El uso de aceite entre los vidrios crown y flint elimina el efecto de imagen fantasma, especialmente cuando R2=R3. También puede mejorar ligeramente la transmisión de la luz y reducir el impacto de las aberraciones entre R2 y R3.

### Doblete de Steinheil
El doblete Steinheil, ideado por Karl August von Steinheil incorpora un vidrio flint en la primera lente del doblete. En contraste con el doblete de Fraunhofer, dispone en primer lugar una lente negativa, seguida por una lente positiva. Necesita curvaturas más pronunciadas que el doblete de Fraunhofer.

### Lentes Dialyte
Las lentes Dialyte tienen un espacio de aire ancho entre los dos elementos. Fueron originalmente ideadas en el siglo XIX para poder utilizar lentes flint más pequeñas, reduciendo así los problemas asociados a su alto coste y delicado proceso de fabricación. Son lentes donde R2 y R3 no pueden pegarse porque tienen curvaturas distintas.

## Diseño
El diseño de una lente acromática implica en primer lugar establecer el poder global del doblete {\displaystyle \phi _{\text{sys}}} y los dos tipos de vidrio a utilizar. La elección del vidrio proporciona el índice de refracción principal, a menudo denominado {\displaystyle n_{d}} (para el índice de refracción correspondiente a la línea de la longitud de onda espectral de Fraunhofer "d"), y el número de Abbe {\displaystyle V} (para el recíproco de la dispersión del vidrio). Para hacer la dispersión lineal del sistema cero, el sistema tiene que satisfacer las ecuaciones siguientes:
{\displaystyle {\begin{aligned}\phi _{1}+\phi _{2}&=\phi _{\text{sys}}\\{\frac {\phi _{1}}{V_{1}}}+{\frac {\phi _{2}}{V_{2}}}&=0\ ,\end{aligned}}}
donde la potencia óptica de la lente es {\displaystyle \phi =1/f} con longitud focal {\displaystyle f}. Solucionando estas dos ecuaciones para   {\displaystyle \phi _{1}} y {\displaystyle \phi _{2}} se tiene que:
{\displaystyle {\frac {\phi _{1}}{\phi _{\text{sys}}}}={\frac {V_{1}}{V_{1}-V_{2}}}\qquad {\text{and}}\qquad {\frac {\phi _{2}}{\phi _{\text{sys}}}}={\frac {-V_{2}}{V_{1}-V_{2}}}\ .}
Se tiene que siendo {\displaystyle \phi _{2}=-\phi _{1}V_{2}/V_{1}} y los valores de los números de Abbe siempre positivos, entonces la potencia óptica del segundo elemento del doblete debe ser negativa cuando la del primero es positiva. 

## Véase también

Error de enfoque de cuatro tipos de lente, en el espectro visible e infrarrojo cercano.